# Bonnefoi
Bonnefoi è un comune francese di 171 abitanti situato nel dipartimento dell'Orne nella regione della Normandia.

## Società

### Evoluzione demografica
Abitanti censiti